# Fátima Leyva
Fátima Leyva Morán (* 14. Februar 1980 in Mexiko-Stadt) ist eine ehemalige mexikanische Fußballspielerin.

## Karriere

### Vereine
Leyva spielte außerhalb von Mexiko zunächst für die „Lionesses“, der Frauenfußballmannschaft des in Lafayette im Bundesstaat Indiana ansässigen FC Indiana. Von 2005 bis 2009 spielte sie in der Midwest Division der USL W-League, der zweithöchsten Spielklasse im US-amerikanischen und kanadischen Frauenfußball, die sich als Spielerinnenentwicklungsliga verstand. 2009 war sie mit ihrer Mannschaft, den Indiana Lionesses, der Frauenfußballmannschaft des FC Indiana, in den Conference Semifinals vertreten und bezwang Buffalo Flash mit 3:0, zu dem sie mit zwei Toren, darunter ein verwandelter Strafstoß, zum Einzug ins Conference-Finale beigetragen hatte; dort war ihre Mannschaft Ottawa Fury mit 1:2 unterlegen.
Nach Russland gelangt, gehörte sie ab Januar 2010 Swesda 2005 Perm an, für den Verein sie bis Juni 2011 in der Russian Supreme Division zu Punktspielen kam.
Von Juli 2011 bis Juni 2015 spielte sie für den Ligakonkurrenten FC Sorki Krasnogorsk. Am Ende der Spielzeit 2013 gewann sie mit der Mannschaft den Meistertitel.

### Nationalmannschaft
Leyva bestritt 62 Länderspiele für die A-Nationalmannschaft, in denen ihr fünf Tore gelangen.
Unter anderem kam sie in drei Spielen der Gruppe B bei der in den Vereinigten Staaten ausgetragenen Weltmeisterschaft 1999 zum Einsatz. Im Olympischen Fußballturnier 2004 bestritt sie beide Spiele der Gruppe F sowie das Viertelfinale, das am 20. August in Iraklio auf Kreta gegen die Nationalmannschaft Brasiliens mit 0:5 verloren wurde.
Mit der Mannschaft nahm sie am Turnier um den Algarve-Cup 2005 teil, wobei sie am 9. März in Paderne im ersten Spiel der Gruppe C beim 2:1-Sieg über die Nationalmannschaft Portugals das Ausgleichstor in der 51. Minute erzielte.

## Erfolge
- Russische Meisterin 2013